# (2755) Авиценна
(2755) Авиценна (лат. Avicenna) — типичный астероид главного пояса, открыт 26 сентября 1973 года советским астрономом Людмилой Черных в Крымской астрофизической обсерватории и 28 марта 1983 года назван в честь Авиценны.

## Обнаружение и именование
(2755) Авиценна
Открыт 26 сентября 1973 года в Научном Л. И. Черных.
Назван в честь средневекового учёного, философа, врача и поэта Ибн Сины, или Абу Али аль-Хусейна ибн Абдаллаха (980—1037), известного в Европе под именем Авиценна.
Оригинальный текст (англ.)2755 Avicenna
Discovered 1973-09-26 by Chernykh, L. at Nauchnyj.
Named for the medieval scientist, philosopher, physician and poet Ibn Sina, or Abu Ali al Hussein ibn Abdallah (980—1037), known in Europe under the name Avicenna.
Источники: DISCOVERY.DB; M.P.C. 7786.

## Орбита

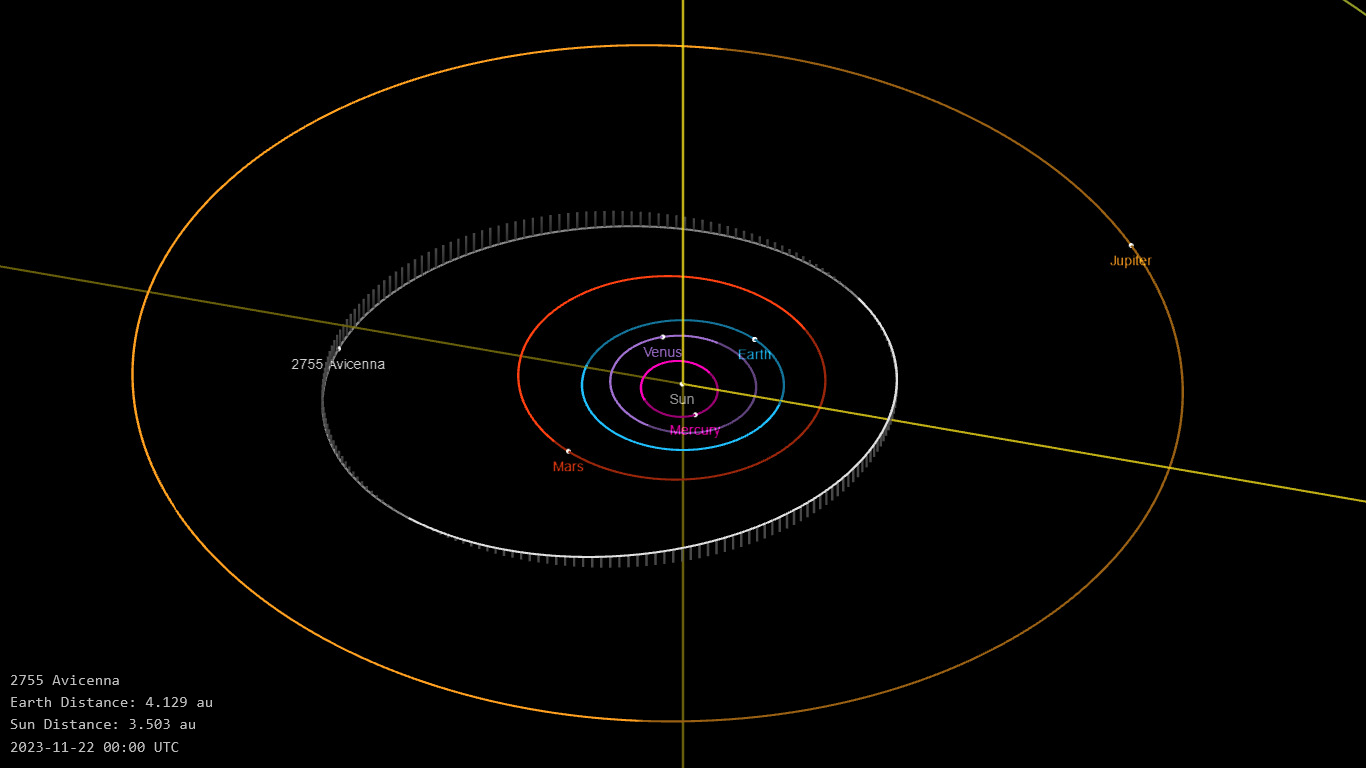
Орбита астероида Авиценна и его положение в Солнечной системе

## Физические характеристики
Астероид относится к таксономическому классу C.
По результатам наблюдений в видимом и ближнем инфракрасном диапазоне космического телескопа NEOWISE диаметр астероида оценивался равным 11,841±0,224 км и 9,446±3,147 км. Согласно тем же источникам альбедо оценивается как 0,0661±0,0132, 0,0817±0,0636 и 0,066±0,013.